# Jack Fairman
Pour les articles homonymes, voir Fairman.
Jack Fairman, né le 15 mars 1913 à Horley (Surrey) et mort le 7 février 2002 à Rugby (Warwickshire), est un ancien pilote anglais. 

## Biographie
Il a commencé le sport automobile en 1946, en pilotant sa Bugatti personnelle dans des courses de côte, mais il a ensuite principalement couru sur circuit. 
Il a notamment disputé douze épreuves de championnat du monde des conducteurs de Formule 1, de 1953 à 1961, et a participé à treize reprises aux 24 Heures du Mans, de 1949 à 1962 (hormis en 1950), obtenant quatre classements dans les dix premiers, en 1949, 1954, 1955 et 1960, notamment avec Tommy "Tom" Wisdom sur Bristol 450. Associé à Stirling Moss -et Carroll Shelby, il a remporté les 1 000 kilomètres du Nürburgring et le RAC Tourist Trophy en 1959, sur Aston Martin, puis toujours avec la DBR1 il gagna seul en 1960 le Grand Prix Sport de Rouen-les-Essarts. 
Il a encore obtenu d'honorables classements en endurance aux 24 Heures de Spa 1949 (10e), aux 12 Heures de Reims 1953 (5e) et 1956 (3e), et toujours aux 1 000 kilomètres du Nürburgring en 1957 (8e), 1958 (9e), et 1963 (8e).
Ingénieur de formation, il participait activement à la mise au point des voitures de course dans les années 1950.

## Résultats en championnat du monde de Formule 1
| Saison | Écurie                                          | Châssis                 | Moteur                                 | Pneus   | GP disputés | Points inscrits | Classement |
| ------ | ----------------------------------------------- | ----------------------- | -------------------------------------- | ------- | ----------- | --------------- | ---------- |
| 1953   | Hersham and Walton Motors Connaught Engineering | HWM 53 Connaught A      | Alta 4 en ligne Lea Francis 4 en ligne | Dunlop  | 2           | 0               | non classé |
| 1956   | Connaught Engineering                           | Connaught B             | Alta 4 en ligne                        | Pirelli | 2           | 5               | 10e        |
| 1957   | Owen Racing Organisation                        | BRM P25                 | BRM 4 en ligne                         | Dunlop  | 1           | 0               | non classé |
| 1958   | Cooper Car Company B. Ecclestone                | Cooper T45 Connaught B  | Climax 4 en ligne Alta 4 en ligne      | Dunlop  | 2           | 0               | non classé |
| 1959   | High Efficiency Motors                          | Cooper T45              | Climax 4 en ligne                      | Dunlop  | 2           | 0               | non classé |
| 1960   | CT Atkins                                       | Cooper T51              | Climax 4 en ligne                      | Dunlop  | 1           | 0               | non classé |
| 1961   | RCC Walker Racing Team Fred Tuck Cars           | Ferguson P99 Cooper T45 | Climax 4 en ligne                      | Dunlop  | 2           | 0               | non classé |

## Résultats aux 24 heures du Mans
| Année | Équipe                    | Châssis              | Coéquipiers     | Résultat |
| ----- | ------------------------- | -------------------- | --------------- | -------- |
| 1949  | Écurie Lapin Blanc        | HRG Lightweight LM   | Eric Thompson   | 8e       |
| 1951  | S. Moss                   | Jaguar XK120 C       | Stirling Moss   | Abandon  |
| 1952  | S. H. Allard              | Allard J2X           | Sydney Allard   | Abandon  |
| 1953  | Bristol Aeroplane Company | Bristol 450          | Tom Wisdom      | Abandon  |
| 1954  | Bristol Aeroplane Company | Bristol 450          | Tom Wisdom      | 8e       |
| 1955  | Bristol Aeroplane Company | Bristol 450/C        | Tom Wisdom      | 9e       |
| 1956  | Jaguar Cars Ltd           | Jaguar Type D        | Ken Wharton     | Abandon  |
| 1958  | Ecurie Ecosse             | Jaguar Type D        | Masten Gregory  | Abandon  |
| 1959  | David Brown Racing Dept   | Aston Martin DBR1    | Stirling Moss   | Abandon  |
| 1960  | Major Ian Baillie         | Aston Martin DBR1    | Ian Baillie     | 9e       |
| 1961  | Essex Racing Team         | Aston Martin DB4 GTZ | Bernard Consten | Abandon  |
| 1962  | Ecurie Ecosse             | Tojeiro EE           | Tom Dickson     | Abandon  |